# Roberta Vinci
Roberta Vinci (ur. 18 lutego 1983 w Tarencie) – włoska tenisistka, zwyciężczyni French Open 2012, US Open 2012, Australian Open 2013 i Australian Open 2014 oraz Wimbledonu 2014 w grze podwójnej (zdobywczyni Karierowego Wielkiego Szlema w tej konkurencji), finalistka US Open 2015 w grze pojedynczej, liderka deblowej klasyfikacji WTA przez 110 tygodni, czterokrotna zdobywczyni Pucharu Federacji wraz z drużyną Włoch (2006, 2009, 2010, 2013), reprezentantka Włoch na letnich igrzyskach olimpijskich (2004, 2008, 2012, 2016), zdobywczyni nagród WTA.

## Kariera tenisowa

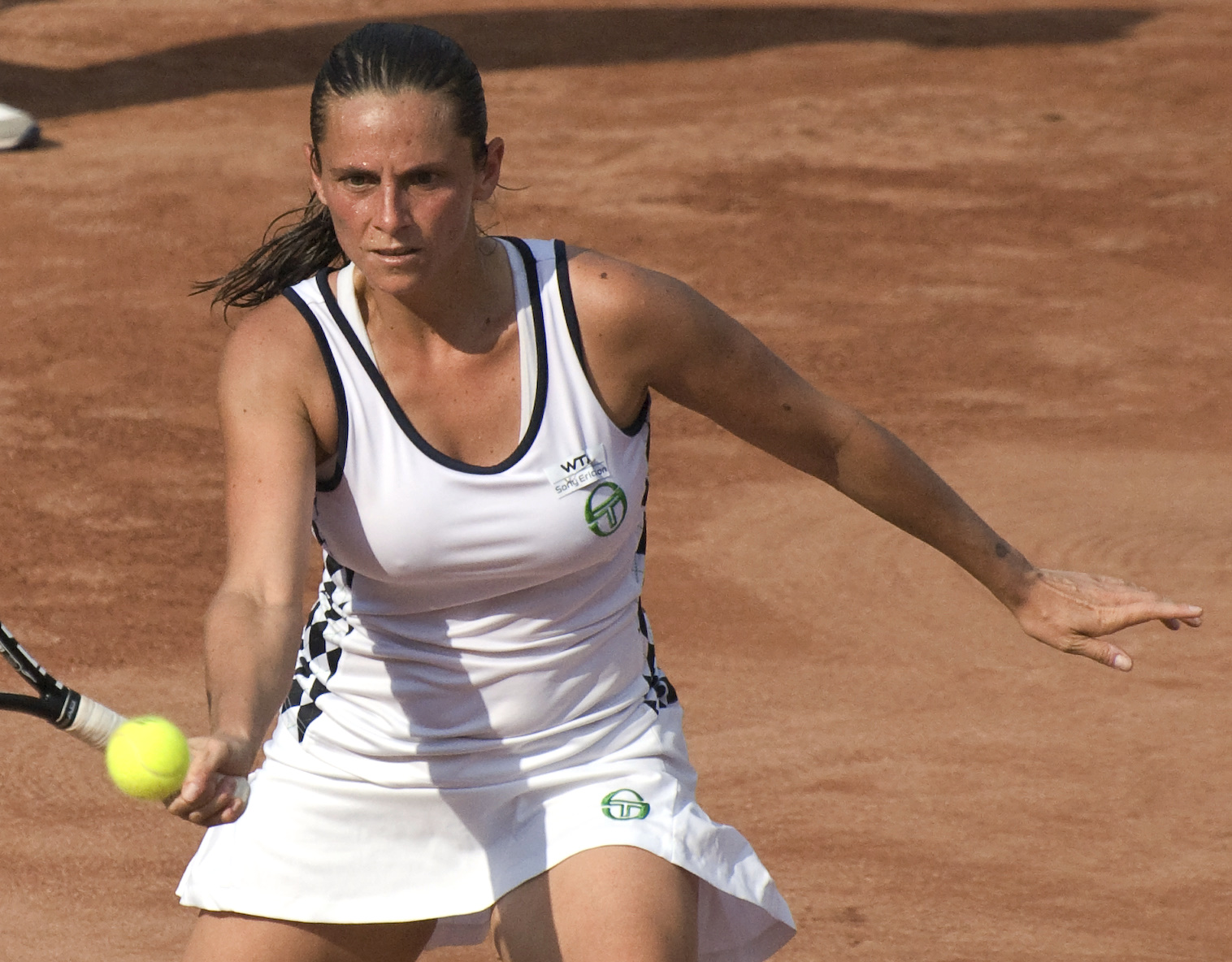
Roberta Vinci w 2011 r. w Budapeszcie

Status profesjonalny posiada od 1999 roku. Wygrała dziesięć turniejów singlowych i dwadzieścia trzy turnieje WTA w grze podwójnej. Jej najlepszym wynikiem w turniejach wielkoszlemowych jest finał US Open 2015. W deblu w Turnieju Mistrzyń dotarła w 2012 i 2013 roku do półfinału. Reprezentantka kraju w Pucharze Federacji i igrzyskach olimpijskich.
Wraz z reprezentacją Włoch zdobywała Puchar Federacji.

### 2012
Sezon olimpijski 2012 był najlepszym rokiem w singlu dla Włoszki. W ciągu tego roku awansowała na najwyższą w karierze, 16. pozycję, a także osiągnęła półfinał turnieju w Acapulco, półfinał w Estoril, czy półfinał w Sofii, ale największymi sukcesami Vinci były zwycięstwo w Dallas i ćwierćfinał US Open. Dodatkowo Włoszka zwyciężyła w ośmiu turniejach deblowych, a mianowicie w: Monterrey, Acapulco, Barcelonie, Madrycie, Rzymie, 's-Hertogenbosch, jak również na French Open i US Open. We wszystkich grała razem z Sarą Errani. Z tą samą partnerką osiągnęła także finał Australian Open i ćwierćfinał Wimbledonu.

### 2013
Turniejami przygotowawczymi do Australian Open, w których udział wzięła Vinci, były zawody w Brisbane i w Sydney. Osiągnęła w nich odpowiednio pierwszą rundę i ćwierćfinał w singlu oraz półfinał i finał w deblu. W Melbourne awansowała do trzeciej rundy gry pojedynczej, pokonując Sílvię Soler Espinosę i Akgul Amanmuradovą, a uległa w spotkaniu z Jeleną Wiesniną. W grze podwójnej wywalczyła trzeci w karierze wielkoszlemowy tytuł. W Paryżu i w Ad-Dausze odpadała w drugiej rundzie, lecz w obu turniejach triumfowała w parze z Errani. W zawodach w Dubaju, gdzie startowała wyłącznie w grze pojedynczej, przegrała po półfinałowym pojedynku z Errani. W Indian Wells osiągnęła trzecią rundę singla i drugą debla, a w Miami odpadła w ćwierćfinale gry pojedynczej i półfinale podwójnej. Triumfowała w zawodach w Katowicach, gdzie w finale pokonała Petrę Kvitovą 7:6(2), 6:1.
Następnie w Stuttgarcie i Madrycie przegrywała w pierwszej rundzie. W Rzymie osiągnęła trzecią rundę gry pojedynczej i finał gry podwójnej. W Brukseli odpadła w meczu o półfinał. Na French Open przegrała w czwartej rundzie z najwyżej rozstawioną Sereną Williams. W grze podwójnej Włoszki nie obroniły tytułu, przegrywając w decydującym o triumfie meczu.
Okres gry na trawie rozpoczęła od drugiej rundy w 's-Hertogenbosch. Na Wimbledonie odpadła w czwartej rundzie singla i trzeciej debla. Następnie wygrała w Palermo, pokonując w finale najwyżej rozstawioną Errani. W Carlsbadzie i Cincinnati awansowała do ćwierćfinału, a w Toronto do trzeciej rundy. W New Haven odpadła po pierwszym meczu.
Podczas US Open awansowała do ćwierćfinału, w którym uległa swojej rodaczce, Flavii Pennetcie. W deblu Włoszki osiągnęły fazę 1/4 finału. W Tokio Vinci przegrała w drugiej kolejce spotkań, a w Pekinie zaszła o rundę dalej. W Chinach osiągnęła też półfinał gry podwójnej. W Moskwie udział zakończyła na drugim meczu. Do kończącego sezon Turnieju Mistrzyń przystępowały razem z Errani jako najwyżej rozstawione, przegrały jednak w meczu półfinałowym.
Sezon zakończyła jako liderka rankingu WTA Tour deblistek oraz w klasyfikacji par deblowych.

### 2014

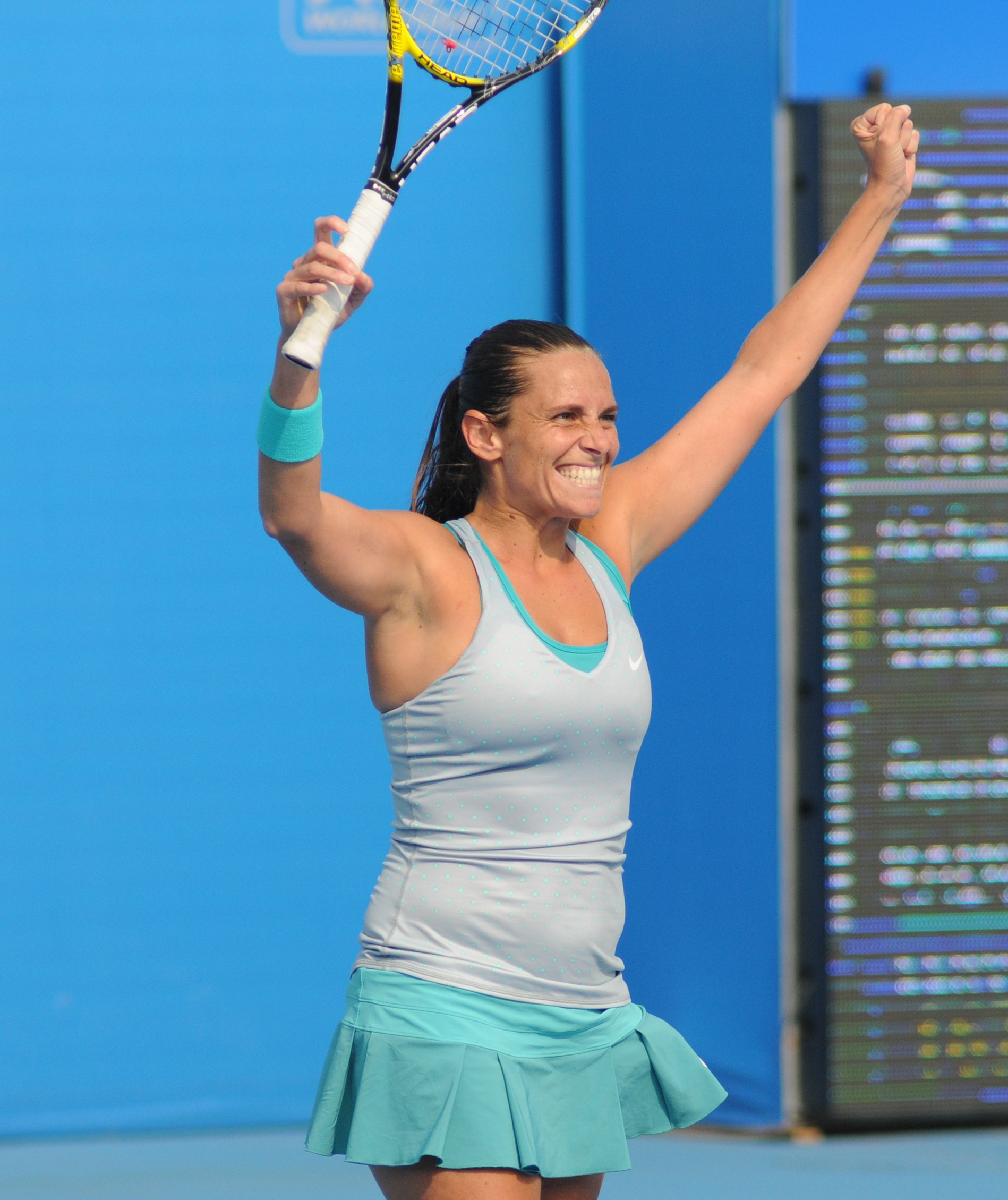
Roberta Vinci w 2014 r. na China Open

Sezon rozpoczęła od pierwszej rundy w Auckland. W Sydney przegrała w pierwszym meczu z Errani. Włoszki osiągnęły też finał debla. Na Australian Open nie wygrała meczu w singlu i nie odniosła porażki w deblu, triumfując tym samym w czwartych zawodach Wielkiego Szlema. W Paryżu także nie wygrała spotkania w grze pojedynczej, natomiast mecz półfinałowy w grze podwójnej Włoszki oddały walkowerem. 17 lutego utraciła pozycję liderki rankingu WTA, którą posiadała przez 70 tygodni z rzędu.
W Ad-Dausze Włoszka przegrała w pierwszej rundzie singla i półfinale debla. Jedną rundę bliżej w deblu zaszła podczas zawodów w Dubaju. W Indian Wells przegrała w grze pojedynczej w swoim drugim meczu, a w Miami w pierwszym. W obu turniejach nie odniosła zwycięstwa w grze podwójnej.
Broniąca tytułu z Katowic Włoszka odpadła po swoim drugim meczu. W Stuttgarcie zanotowała drugą rundę singla, a w grze podwójnej odniosła kolejne karierowe zwycięstwo. W Madrycie osiągnęła trzecią rundę singla i triumf w deblu. W Rzymie awansowała do finału gry podwójnej. Na French Open przegrała w pierwszej rundzie gry pojedynczej oraz osiągnęła finał gry podwójnej.
Okres gry na kortach trawiastych rozpoczęła od pierwszej rundy w grze pojedynczej i półfinału w deblu w zawodach w Eastbourne. Na Wimbledonie nie osiągnęła zwycięstwa w singlu, w grze podwójnej natomiast nikt nie zdołał z nią wygrać. W Bukareszcie osiągnęła finał, w którym uległa 1:6, 3:6 Simonie Halep. W następnym tygodniu przegrała w finale w Stambule z Caroline Wozniacki 1:6, 1:6.

### 2016
Po przegranym finale US Open Włoszka do kolejnego finału dostała się w lutym w Petersburgu i tym razem zwyciężyła, a rywalce w meczu mistrzowskim, Szwajcarce Belindzie Bencic oddała 7 gemów, wygrywając dziesiąty turniej w karierze po trzyletniej przerwie.

## Historia występów wielkoszlemowych
Legenda
     W, wygrany turniej
     F, przegrana w finale
     SF, przegrana w półfinale
     QF, przegrana w ćwierćfinale
     xR, przegrana w x rundzie
     Qx, przegrana w x rundzie kwalifikacji
     A, brak startu

### Występy w grze pojedynczej
| Australian Open        | A   | A   | Q1  | Q2  | Q3  | Q1 | 3R  | 1R | 1R | 1R | 3R | 1R | 2R | 3R | 1R | 2R | 3R | 1R  | Q1 | 0 / 12 | 10 – 12 |  |  |  |  |  |
| French Open            | A   | A   | Q2  | Q2  | 1R  | 1R | 1R  | 1R | Q1 | 1R | 2R | 3R | 1R | 4R | 1R | 1R | 1R | 1R  | –  | 0 / 13 | 6 – 13  |  |  |  |  |  |
| Wimbledon              | A   | A   | 1R  | Q3  | Q3  | 3R | A   | 2R | Q2 | 3R | 2R | 3R | 4R | 4R | 1R | 1R | 3R | 1R  | –  | 0 / 12 | 16 – 12 |  |  |  |  |  |
| US Open                | A   | 1R  | Q1  | A   | 1R  | 1R | 1R  | 1R | 2R | 1R | 1R | 3R | QF | QF | 3R | F  | QF | 1R  | –  | 0 / 15 | 22 – 15 |  |  |  |  |  |
|                        |     |     |     |     |     |    |     |    |    |    |    |    |    |    |    |    |    |     |    |        |         |  |  |  |  |  |
| Ranking na koniec roku | 324 | 169 | 182 | 116 | 115 | 41 | 102 | 63 | 83 | 64 | 38 | 23 | 16 | 14 | 49 | 15 | 18 | 111 | –  | 0 / 52 | 54 – 52 |  |  |  |  |  |

### Występy w grze podwójnej
| Australian Open        | A | A  | 3R | 1R  | QF | 1R | 1R | 2R | 2R  | 2R | 2R | 1R | F  | W  | W  | 3R | 3R  | A | A | 2 / 15 | 30 – 13  |  |  |  |  |  |  |
| French Open            | A | QF | QF | 1R  | SF | 1R | 3R | 1R | 1R  | 1R | 2R | 3R | W  | F  | F  | 3R | A   | A | – | 1 / 15 | 33 – 14  |  |  |  |  |  |  |
| Wimbledon              | A | A  | 3R | 1R  | 3R | 1R | A  | 1R | A   | 1R | 3R | 3R | QF | 3R | W  | 3R | 1R  | A | – | 1 / 13 | 20 – 11  |  |  |  |  |  |  |
| US Open                | A | SF | 1R | A   | 1R | 3R | 2R | 1R | A   | 1R | 1R | QF | W  | QF | 2R | 3R | A   | A | – | 1 / 13 | 22 – 12  |  |  |  |  |  |  |
|                        |   |    |    |     |    |    |    |    |     |    |    |    |    |    |    |    |     |   |   |        |          |  |  |  |  |  |  |
| Ranking na koniec roku | – | 22 | 33 | 100 | 25 | 74 | 72 | 49 | 220 | 82 | 40 | 26 | 1  | 1  | 1  | 60 | 187 | – | – | 5 / 56 | 105 – 50 |  |  |  |  |  |  |

### Występy w grze mieszanej
| Australian Open | A | A | 1R | A | A | 1R | A | A  | A | A | A | 1R | SF | A | A | A | A | A | A | 0 / 4 | 3 – 4 |  |  |  |  |  |  |
| French Open     | A | A | QF | A | A | A  | A | A  | A | A | A | A  | A  | A | A | A | A | A | – | 0 / 1 | 2 – 1 |  |  |  |  |  |  |
| Wimbledon       | A | A | 2R | A | A | A  | A | 1R | A | A | A | A  | 3R | A | A | A | A | A | – | 0 / 3 | 2 – 3 |  |  |  |  |  |  |
| US Open         | A | A | A  | A | A | A  | A | A  | A | A | A | A  | A  | A | A | A | A | A | – | 0 / 0 | 0 – 0 |  |  |  |  |  |  |
|                 |   |   |    |   |   |    |   |    |   |   |   |    |    |   |   |   |   |   |   |       |       |  |  |  |  |  |  |
|                 |   |   |    |   |   |    |   |    |   |   |   |    |    |   |   |   |   |   |   | 0 / 8 | 7 – 8 |  |  |  |  |  |  |

## Finały turniejów WTA
| Legenda                     | Legenda |
| --------------------------- | ------- |
| Wielki Szlem                |         |
| Igrzyska olimpijskie        |         |
| WTA Tour Championships      |         |
| 1988 – 2008                 |         |
| Kategoria I                 |         |
| Kategoria II                |         |
| Kategoria III               |         |
| Kategoria IV                |         |
| Kategoria V                 |         |
| 2009 – 2020                 |         |
| WTA Premier Mandatory       |         |
| WTA Premier 5               |         |
| WTA Premier                 |         |
| WTA International Series    |         |
| WTA 125K series (2012–2020) |         |

### Gra pojedyncza 15 (10-5)
| Końcowy wynik | Nr  | Data                 | Turniej          | Nawierzchnia   | Przeciwniczka       | Wynik finału           |
| ------------- | --- | -------------------- | ---------------- | -------------- | ------------------- | ---------------------- |
| Zwyciężczyni  | 1.  | 25 lutego 2007       | Bogota           | Ceglana        | Tathiana Garbin     | 6:7(4), 6:4, 0:3 krecz |
| Zwyciężczyni  | 2.  | 19 kwietnia 2009     | Barcelona        | Ceglana        | Marija Kirilenko    | 6:0, 6:4               |
| Finalistka    | 1.  | 17 kwietnia 2010     | Barcelona        | Ceglana        | Francesca Schiavone | 1:6, 1:6               |
| Zwyciężczyni  | 3.  | 24 października 2010 | Luksemburg       | Twarda (hala)  | Julia Görges        | 6:3, 6:4               |
| Zwyciężczyni  | 4.  | 30 kwietnia 2011     | Barcelona        | Ceglana        | Lucie Hradecká      | 4:6, 6:2, 6:2          |
| Zwyciężczyni  | 5.  | 18 czerwca 2011      | 's-Hertogenbosch | Trawiasta      | Jelena Dokić        | 6:7(7), 6:3, 7:5       |
| Zwyciężczyni  | 6.  | 10 lipca 2011        | Budapeszt        | Ceglana        | Irina-Camelia Begu  | 6:4, 1:6, 6:4          |
| Zwyciężczyni  | 7.  | 26 sierpnia 2012     | Dallas           | Twarda         | Jelena Janković     | 7:5, 6:3               |
| Zwyciężczyni  | 8.  | 14 kwietnia 2013     | Katowice         | Ceglana (hala) | Petra Kvitová       | 7:6(2), 6:1            |
| Zwyciężczyni  | 9.  | 14 lipca 2013        | Palermo          | Ceglana        | Sara Errani         | 6:3, 3:6, 6:3          |
| Finalistka    | 2.  | 13 lipca 2014        | Bukareszt        | Ceglana        | Simona Halep        | 1:6, 3:6               |
| Finalistka    | 3.  | 20 lipca 2014        | Stambuł          | Twarda         | Caroline Wozniacki  | 1:6, 1:6               |
| Finalistka    | 4.  | 23 maja 2015         | Norymberga       | Ceglana        | Karin Knapp         | 6:7(5), 6:4, 1:6       |
| Finalistka    | 5.  | 12 września 2015     | US Open          | Twarda         | Flavia Pennetta     | 6:7(4), 2:6            |
| Zwyciężczyni  | 10. | 14 lutego 2016       | Petersburg       | Twarda (hala)  | Belinda Bencic      | 6:4, 6:3               |

## Występy w Turnieju Mistrzyń

### W grze podwójnej
| Rok  | Rezultat    | Partnerka       | Przeciwniczki                        | Wynik          |
| 2001 | Ćwierćfinał | Sandrine Testud | Cara Black Jelena Lichowcewa         | 3:6, 4:6       |
| 2012 | Półfinał    | Sara Errani     | Marija Kirilenko Nadieżda Pietrowa   | 6:1, 3:6, 4–10 |
| 2013 | Półfinał    | Sara Errani     | Jekatierina Makarowa Jelena Wiesnina | 6:4, 5:7, 3–10 |
| 2014 | Ćwierćfinał | Sara Errani     | Květa Peschke Katarina Srebotnik     | 1:2 krecz      |

## Występy w Turnieju WTA Tournament of Champions/WTA Elite Trophy

### W grze pojedynczej
| Rok  | Rezultat     | Przeciwniczka                  | Wynik             |
| 2011 | Ćwierćfinał  | Ana Ivanović                   | 3:6, 3:6          |
| 2012 | Półfinał     | Nadieżda Pietrowa              | 7:6(8), 1:6, 4:6  |
| 2015 | Półfinał     | Venus Williams                 | 2:6, 2:6          |
| 2016 | Faza grupowa | Petra Kvitová Barbora Strýcová | 1:6, 2:6 4:6, 3:6 |

## Występy w igrzyskach olimpijskich

### Gra pojedyncza
| Runda                                                                               | Przeciwniczka              | Wynik    |  |
| ----------------------------------------------------------------------------------- | -------------------------- | -------- |  |
|                                                                                     |                            |          |  |
| Letnie Igrzyska Olimpijskie w Londynie 2012, reprezentując państwo Włochy           |                            |          |  |
| I runda                                                                             | Belgia: Kim Clijsters      | 1:6, 4:6 |  |
|                                                                                     |                            |          |  |
| Letnie Igrzyska Olimpijskie w Rio de Janeiro 2016, reprezentując państwo Włochy [7] |                            |          |  |
| I runda                                                                             | Słowacja: Anna Schmiedlová | 5:7, 4:6 |  |

### Gra podwójna
| Runda                                                                           | Partnerka       | Przeciwniczki                                             | Wynik         |
| ------------------------------------------------------------------------------- | --------------- | --------------------------------------------------------- | ------------- |
|                                                                                 |                 |                                                           |               |
| Letnie Igrzyska Olimpijskie w Atenach 2004, reprezentując państwo Włochy        |                 |                                                           |               |
| I runda                                                                         | Tathiana Garbin | Australia: Nicole Pratt / Samantha Stosur                 | 6:0, 6:1      |
| II runda                                                                        | Tathiana Garbin | Hiszpania: Conchita Martínez / Virginia Ruano Pascual [2] | 3:6, 3:6      |
|                                                                                 |                 |                                                           |               |
| Letnie Igrzyska Olimpijskie w Pekinie 2008, reprezentując państwo Włochy        |                 |                                                           |               |
| I runda                                                                         | Mara Santangelo | Rosja: Swietłana Kuzniecowa / Dinara Safina               | 1:6, 6:3, 5:7 |
|                                                                                 |                 |                                                           |               |
| Letnie Igrzyska Olimpijskie w Londynie 2012, reprezentując państwo Włochy       |                 |                                                           |               |
| I runda                                                                         | Sara Errani [2] | Czechy: Lucie Šafářová / Petra Cetkovská                  | 6:2, 6:3      |
| II runda                                                                        | Sara Errani [2] | Słowenia: Andreja Klepač / Katarina Srebotnik             | 7:5, 4:6, 6:4 |
| Ćwierćfinał                                                                     | Sara Errani [2] | Stany Zjednoczone: Serena Williams / Venus Williams       | 1:6, 1:6      |
|                                                                                 |                 |                                                           |               |
| Letnie Igrzyska Olimpijskie w Rio de Janeiro 2016, reprezentując państwo Włochy |                 |                                                           |               |
| I runda                                                                         | Sara Errani [8] | Niemcy: Angelique Kerber / Andrea Petković                | 6:2, 6:2      |
| II runda                                                                        | Sara Errani [8] | Chiny: Xu Yifan / Zheng Saisai                            | 6:2, 6 :3     |
| Ćwierćfinał                                                                     | Sara Errani [8] | Czechy: Lucie Šafářová / Barbora Strýcová                 | 6:4, 4:6, 4:6 |

### Gra mieszana
| Runda                                                                           | Partner           | Przeciwnicy                                              | Wynik             |
| ------------------------------------------------------------------------------- | ----------------- | -------------------------------------------------------- | ----------------- |
|                                                                                 |                   |                                                          |                   |
| Letnie Igrzyska Olimpijskie w Londynie 2012, reprezentując państwo Włochy       |                   |                                                          |                   |
| I runda                                                                         | Daniele Bracciali | Francja: Kristina Mladenovic / Pierre-Hugues Herbert [2] | 6:3, 4:6, 10–8    |
| Ćwierćfinał                                                                     | Daniele Bracciali | Niemcy: Sabine Lisicki / Christopher Kas                 | 6:4, 6:7(2), 7–10 |
|                                                                                 |                   |                                                          |                   |
| Letnie Igrzyska Olimpijskie w Rio de Janeiro 2016, reprezentując państwo Włochy |                   |                                                          |                   |
| I runda                                                                         | Fabio Fognini     | Francja: Kristina Mladenovic / Pierre-Hugues Herbert [2] | 6:4, 3:6, 10–8    |
| Ćwierćfinał                                                                     | Fabio Fognini     | Stany Zjednoczone: Venus Williams / Rajeev Ram           | 3:6, 5:7          |

## Finały juniorskich turniejów wielkoszlemowych

### Gra podwójna (1)
| Końcowy wynik | Rok  | Turniej     | Nawierzchnia | Partnerka       | Przeciwniczki           | Wynik finału  |
| Zwyciężczyni  | 1999 | French Open | Ceglana      | Flavia Pennetta | Mia Buric Kim Clijsters | 7:5, 5:7, 6:4 |